# Julie Biesmans
Julie Biesmans (Bilzen, 4 mei 1994) is een Belgische voetbalspeelster. Sinds 2023 speelt ze als verdediger bij OH Leuven. Ze speelde eerder voor Standard Luik, Bristol City en PSV. Ze speelt ook voor het Belgisch nationaal vrouwenelftal (Red Flames).

## Nationaal elftal
Biesmans debuteerde in 2011 bij de Red Flames, waar ze een vaste waarde werd. Op 31 augustus 2023 maakte de RBFA bekend dat Biesmans stopt bij de Red Flames. In totaal speelde ze 104 wedstrijden, waarbij ze 3 keer scoorde. Ze nam deel aan het EK 2017 in Nederland en het EK 2022 in Engeland.

## Statistieken
| Seizoen                         | Club             | Land      | Competitie      | Wedst | Doelp. |
| ------------------------------- | ---------------- | --------- | --------------- | ----- | ------ |
| 2008-09                         | Standard Luik    | België    | Eerste klasse   |       |        |
| 2009-10                         | Standard Luik    | België    | Eerste klasse   |       |        |
| 2010-11                         | Standard Luik    | België    | Eerste klasse   |       |        |
| 2011-12                         | Standard Luik    | België    | Eerste klasse   |       |        |
| 2012-13                         | Standard Luik    | België    | BeNe League     | 28    | 5      |
| 2013-14                         | Standard Luik    | België    | BeNe League     | 26    | 7      |
| 2014-15                         | Standard Luik    | België    | BeNe League     | 24    | 4      |
| 2015-16                         | Standard Luik    | België    | Super League    |       |        |
| 2016-17                         | Standard Luik    | België    | Super League    |       |        |
| 2017-18                         | Bristol City WFC | Engeland  | FA Super League |       |        |
| 2018-19                         | Bristol City WFC | Engeland  | FA Super League |       |        |
| 2019-20                         | PSV              | Nederland | Eredivisie      |       |        |
| 2020-21                         | PSV              | Nederland | Eredivisie      |       |        |
| 2021-22                         | PSV              | Nederland | Eredivisie      |       |        |
| 2022-23                         | PSV              | Nederland | Eredivisie      |       |        |
| 2023-24                         | OH Leuven        | België    | Super League    |       |        |
| Totaal                          |                  |           |                 |       |        |
| Laatst bijgewerkt op 11-01-2018 |                  |           |                 |       |        |

## Erelijst
| Competitie         |               |                                                               |               |               |
| Competitie         | Aantal        | Jaren                                                         |               |               |
| Standard Luik      | Standard Luik | Standard Luik                                                 | Standard Luik | Standard Luik |
| ------------------ | ------------- | ------------------------------------------------------------- | ------------- | ------------- |
| Landskampioen      | 7x            | 2010-11, 2011-12, 2012-13, 2013-14, 2014-15, 2015-16, 2016-17 |               |               |
| BeNe League        | 1x            | 2014-15                                                       |               |               |
| Beker van België   | 2x            | 2011-12, 2013-14                                              |               |               |
| Belgische Supercup | 3x            | 2009, 2011, 2012                                              |               |               |
| BeNe Supercup      | 2x            | 2011, 2012                                                    |               |               |